# Squalius janae
Squalius janae är en fiskart som beskrevs av Bogutskaya och Zupancic 2010. Squalius janae ingår i släktet Squalius och familjen karpfiskar. IUCN kategoriserar arten globalt som sårbar. Inga underarter finns listade i Catalogue of Life.